# المترجمة (رواية)
المُترجمة (بالإنجليزية: The Translator) هِيَ أَوَّلُ رِوَايَة للكاتبة السُّودانِيَّة لَيْلَى أَبُو الْعُلَا، نُشرت عَام ١٩٩٩.
المُترجمة هِي قِصَّة تتحدث عن امرأة سُودَانِيَّةٌ مُسلِمة تَعِيش وحيدة دون ابْنَهَا فِي سكوتلندا، وَلَهَا عِلاقَة مزدهرة مَع طَالِب إِسْكُتْلَنْدِي عِلْمانِي باحث في قضايا الشَّرْقِ الأوْسطِ. تتجسد أَحْدَاث الرِّوايَة فِي كُلِّ مِنْ الخُرْطُوم وأبردين، وهِي مُستمدّة جزئياً مِن تَجْرِبَة أَبُو الْعُلَا الْخَاصَّةِ فِي التجوّلِ  بَيْنَ هَذَيْنِ الْمَكَانَيْن.
تومئ أَبُو الْعُلَا إلَى الرّوَايَةِ والشخصية سَمَر باسم«جين أَيْر المسلمة»  التي تسلط الضَّوْء في الرِّوَايَةِ عَلَى قَضَايَا الْإِيمَان، والرومانسية عَبَّر الثَّقَافَات، وتَحْدِيث السُّودَان.
المؤلف (جي أَم كوتزي) بَيَّنَ الْكِتَاب بأنه«تدور القصة عن الحب والإيمان المتوجهان بكاملهما نحو الإنضباط مع ماهو مكتوب».
في لَمحة إلَى أَهَمِّيَّة الإيمان فِي الْقِصَّةِ، أَطْلَق رفعت يُوسُف من الْأَخْبَارِ الإسلامية (The Muslim News) عَلَى المُترجمة بأنها «أول رِوَايَة حَلَال مَكْتُوبَة بِاللُّغَة الإنجليزية»

## الحبكة
بَعْدَ أَنْ فقدت سَمر الفَتَاة الأَرْمَلَة السُودَانِيَّة زَوْجَهَا، وَ هِي تَمْكُثُ في أبردين، فإنها تُجاهد مِنْ أَجْلِ التَّكَيُّف.
و في مُحَاوَلَة مُستسلمة للرجوع إلَى بيتِ أسرتها، أَصْبَحْت مُغتمة بِشَكْل مُتَزَايِدٌ حَتَّى طورت صَدَاقَة أَصْلَب مَعَ راي.
راي هو رَئِيس الْقِسْمِ الَّذِي تَعمل فِيه كمترجمة لِلُّغَة الْعَرَبِيَّةِ فِي جَامِعِة أبردين. وسُرْعَانَ مَا ازدهرت الصَّدَاقَة وتطورت إلى عِلاقَة رُومانْسِيَّة، لَكِن حُبّهمَا يواجه عَوَائِق ثَقافِيَّة ودينية، وَعَلَى الِاثْنَيْنِ التَّوَصُّلُ إلَى حَلِّ مُعْتَدِل لإِنْجاح عَلاَقَتَهُمَا.